# آدولف فارساری
آدولف فارساری (انگلیسی: Adolfo Farsari؛ ۱۱ فوریهٔ ۱۸۴۱ – ۷ فوریهٔ ۱۸۹۸) یک عکاس اهل ایتالیا بود.

## نگارخانه

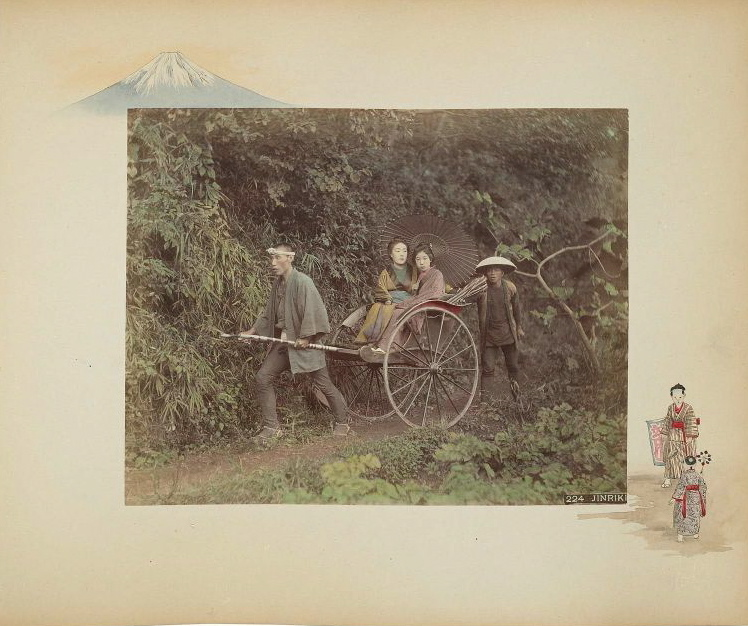
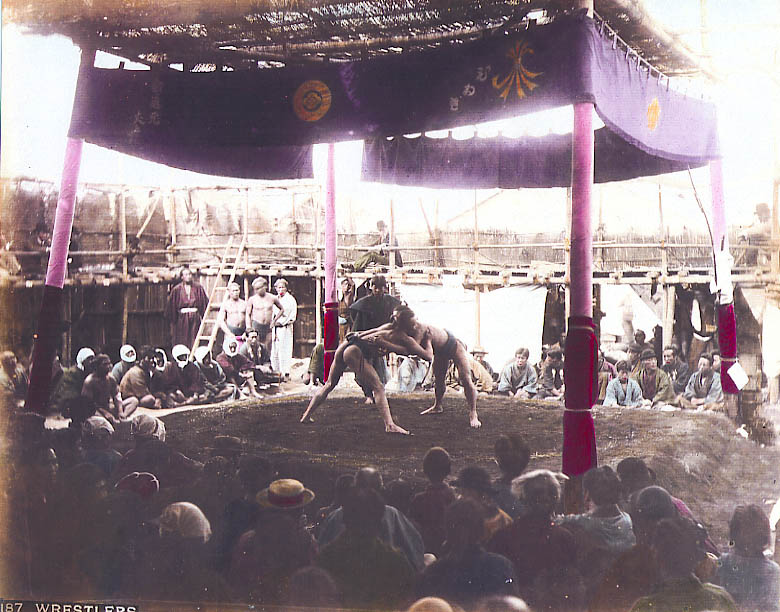
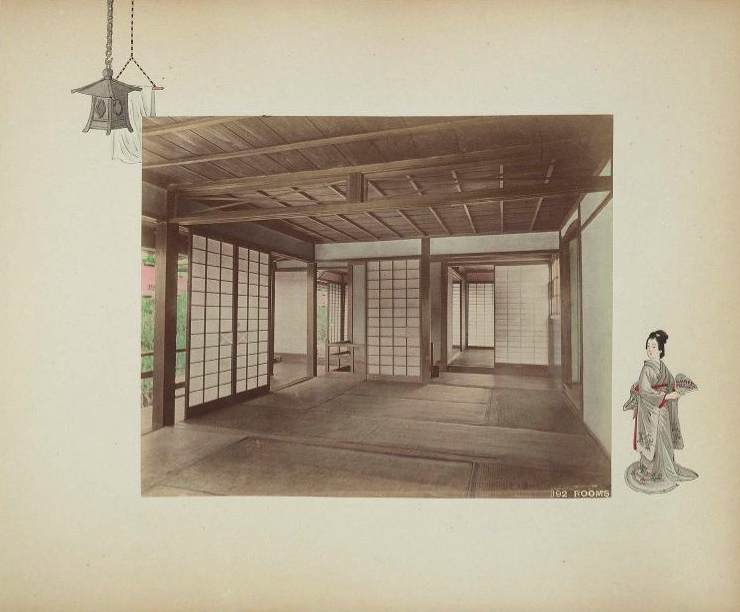
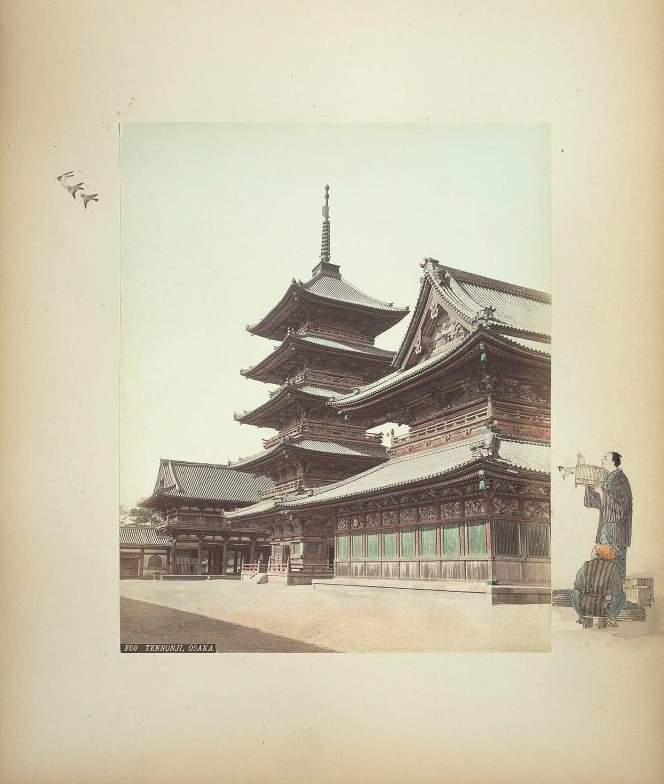
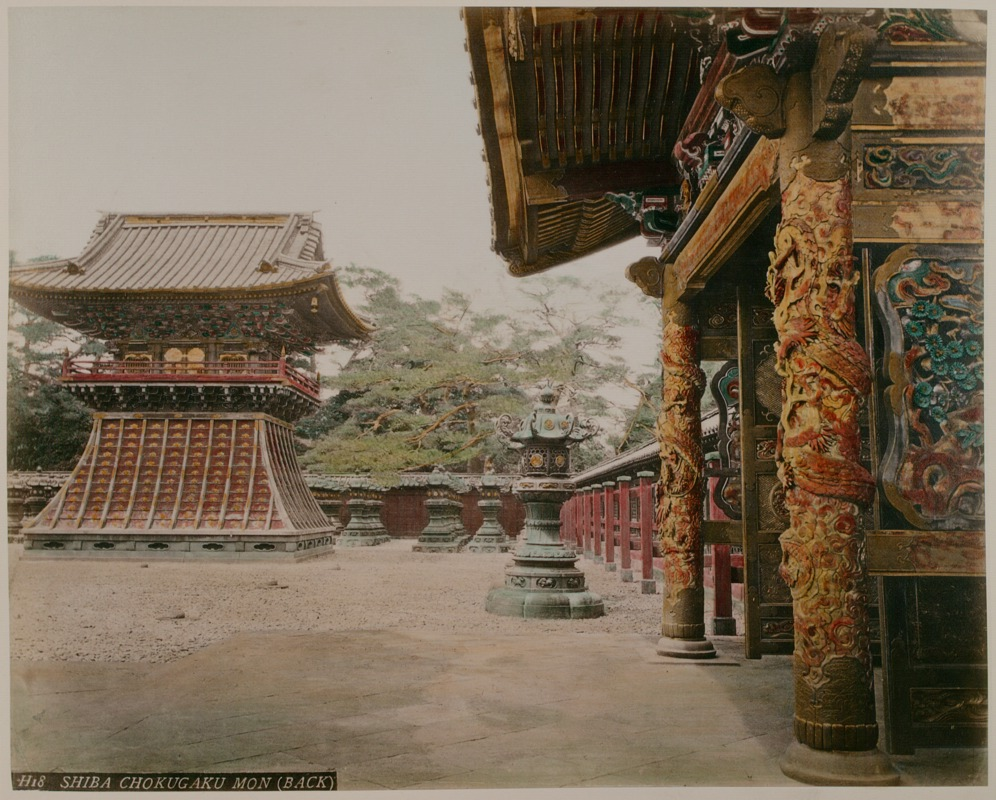
(back), between 1885 and 1890. Hand-coloured albumen print.
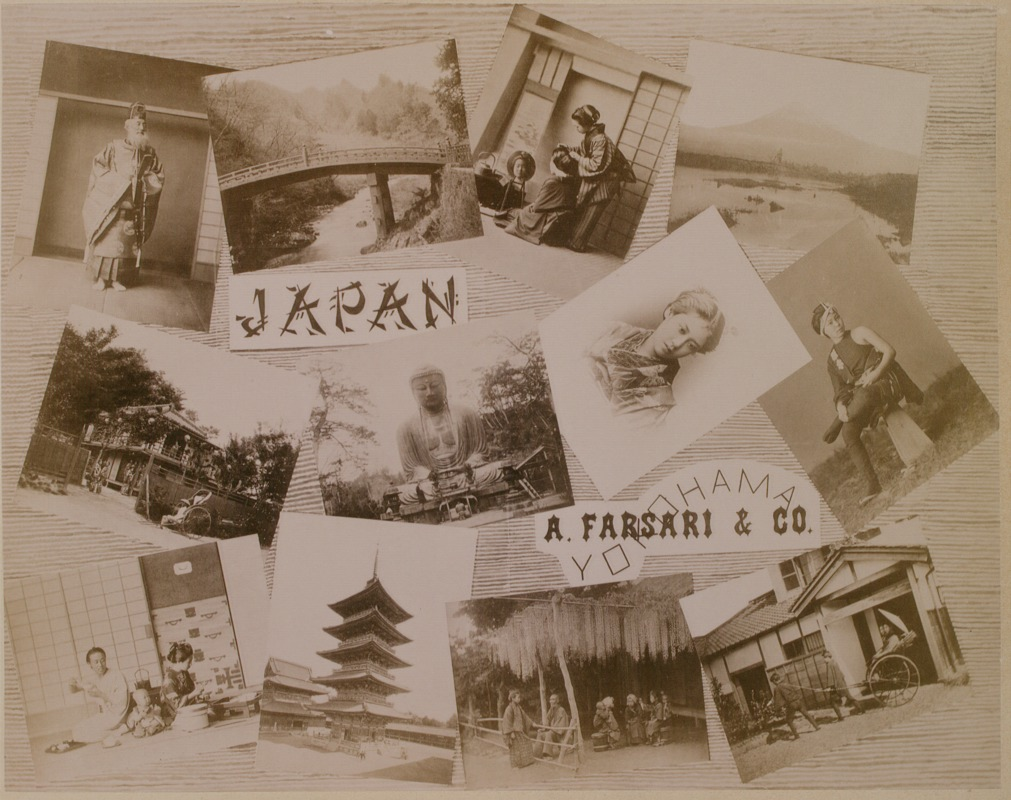
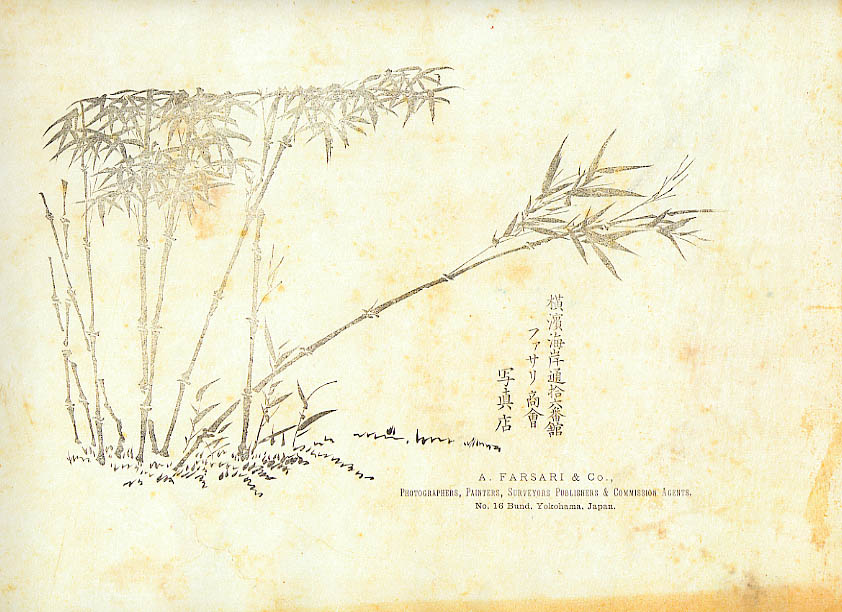
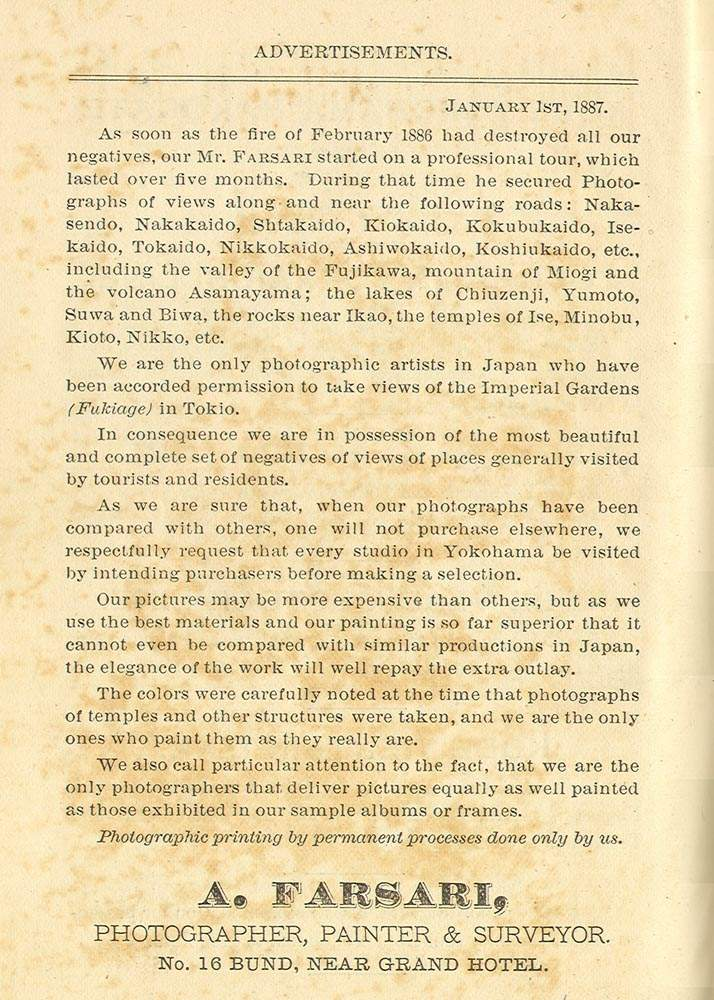

View of the Yūshō-in Mausoleum complex showing the bell tower and Chokugaku gate, معبد زوجوجی, Tokyo.-->